# Mathias Boe
Mathias Boe (n. 11 iulie 1980, Frederikssund, Frederiksborg Amt, Danemarca) este un jucător de badminton ce a reprezentat Danemarca, medaliat olimpic. A participat la două ediții ale Jocurilor Olimpice (2012, 2016) în care a câștigat o medalie de argint.